# South Upi
South Upi ist eine philippinische Stadtgemeinde in der Provinz Maguindanao del Sur. Sie hat 40.178 Einwohner (Zensus 1. August 2015).

## Baranggays
South Upi ist politisch in elf Baranggays unterteilt.
- Kuya
- Biarong
- Bongo
- Itaw
- Kigan
- Lamud
- Looy
- Pandan
- Pilar
- Romangaob (Pob.)
- San Jose